# San Jacinto Valley
Das San Jacinto Valley ist ein Tal im Riverside County im US-Bundesstaat Kalifornien. Es grenzt im Osten an die San Jacinto Mountains und im Südosten an die Santa Rosa Hills. Das Tal umfasst die beiden Städte Hemet und San Jacinto. Im Norden endet es am San-Gorgonio-Pass. Die durchschnittliche Höhe beträgt 450 m, wobei die Gebirgsausläufer südlich von Hemet und die der San Jacinto Mountains die höchsten Punkte bilden. Insgesamt hat das San Jacinto Valley über 100.000 Einwohner.
Im San Jacinto Valley hat das Buch und Theaterstück Ramona seinen Schauplatz. Es wurde von Helen Hunt Jackson geschrieben, nachdem sie in den 1880er-Jahren das Tal besucht hatte. Das San Jacinto Valley ist für seine Landwirtschaft bekannt, die jedoch im Laufe der Zeit immer stärker den expandierenden Städten weichen musste. Auch in den letzten Jahren hat das San Jacinto Valley eine starke Entwicklung verzeichnen können und gilt heute als ein schnellwachsendes Gebiet im Inland Empire.

## Geschichte
Die ersten Ureinwohner besiedelten das San Jacinto Valley schon vor mehreren tausend Jahren, später kamen die Serrano und Cahuilla hinzu. Sie legten ihre Dörfer entlang von Wasserläufen und Quellen an. Die Indianer lebten als Jäger und Sammler, sie ernährten sich hauptsächlich von Niederwild und Eicheln. Einige ihrer Nachfahren leben heute in der Soboba Indian Reservation östlich von San Jacinto. In den frühen 1770er Jahren betraten spanische Eroberer erstmals das San Jacinto Valley. In den Jahren 1774 und 1775 führte Juan Bautista de Anza zwei Expeditionen von Mexiko über den Colorado River und die Borrego Desert zum Coyote Canyon. Einige Jahre lang führte der wichtigste Landweg nach Kalifornien über das San Jacinto Valley. Im frühen 19. Jahrhundert wurde das Tal als Weideland für die Rinderfarm der Missionsstation San Luis Rey de Francia im heutigen Oceanside verwendet und fortan Rancho San Jacinto genannt. Als die mexikanische Regierung die Missionsstation auflöste, wurde das Tal im Jahr 1842 an den Siedler José Antonio Estudillo übergeben. Aus diesem Land bildeten sich später die beiden Städte Hemet und San Jacinto.

## Zusammensetzung
Das San Jacinto Valley setzt sich aus den zwei Citys Hemet und San Jacinto sowie den beiden Census-designated places Valle Vista und East Hemet zusammen.

### Hemet

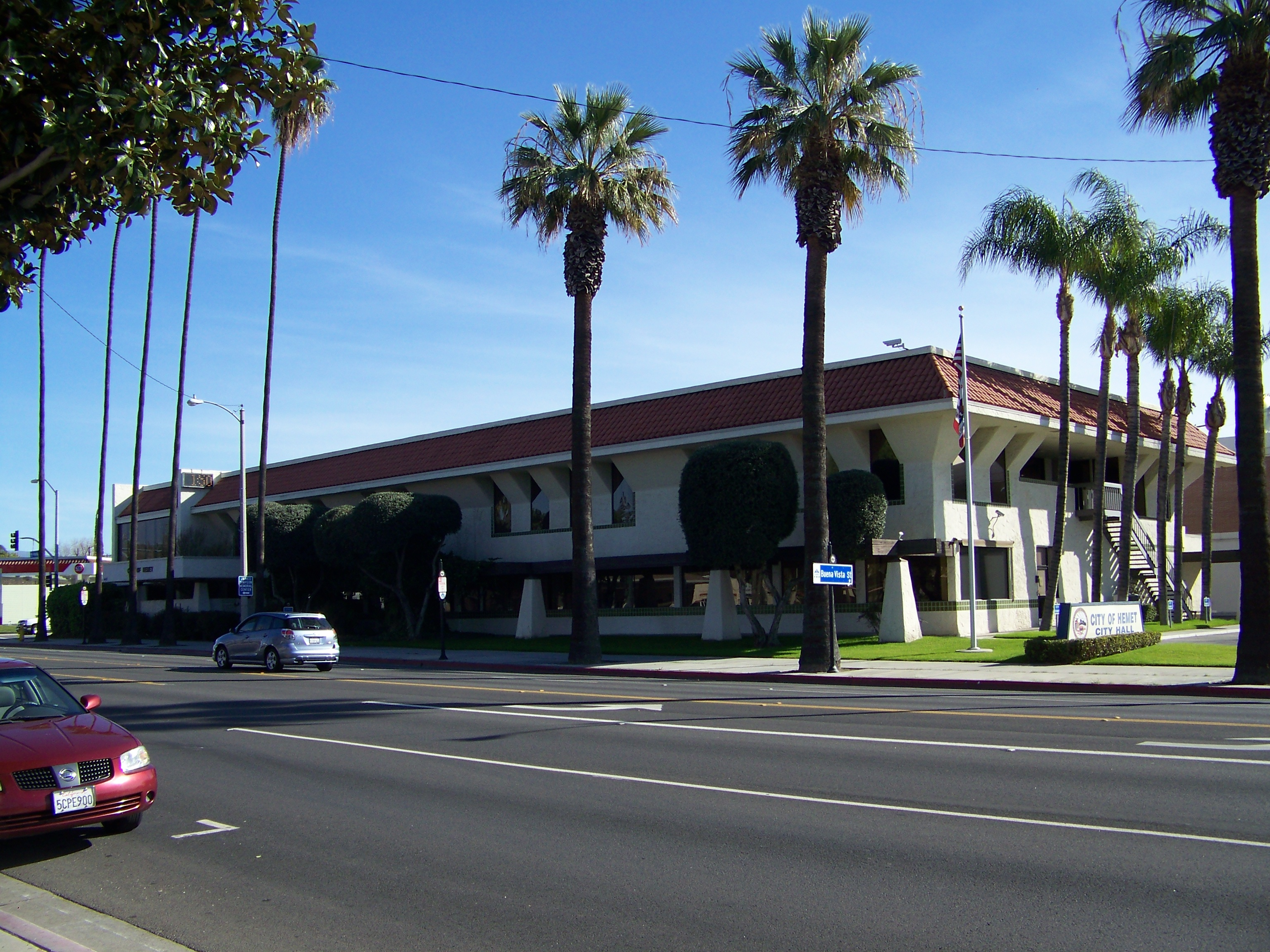
Rathaus von Hemet

Die Stadt Hemet liegt im Süden des San Jacinto Valleys und umfasst ein 79 km² großes Gebiet mit 78.657 Einwohnern (Stand: 2010). Sie wurde 1887 gegründet und im Jahr 1910 zur Stadt erklärt. In Hemet wohnt der Großteil der Bevölkerung des San Jacinto Valleys. Bekannt ist Hemet für das archäologische Museum Western Science Center und den Diamond Valley Lake. Des Weiteren befindet sich das einzige Krankenhaus des Tals in Hemet.

### San Jacinto
San Jacinto hat bei einer Fläche von 68 km² 44.199 Einwohner (Stand: 2010) und liegt im Norden des San Jacinto Valleys. Benannt wurde die Stadt nach dem heiligen Hyazinth von Caesarea. Die Gründung wird in das Jahr 1870 zurückgeführt, im Jahr 1888 wurde San Jacinto das Stadtrecht verliehen. Somit gilt San Jacinto als eine der ältesten Städte im Riverside County. Das Mt. San Jacinto College stellt eine Bildungseinrichtung für das ganze Tal und das Inland Empire dar. Als östliche Endstation der geplanten Autobahn Mid County Parkways soll San Jacinto stärker an das Straßenverkehrsnetz angebunden werden.

### Valle Vista
Valle Vista ist ein Census-designated place östlich von Hemet, der sich bis zum Bautista Canyon im Süden und den San Jacinto Mountains im Osten erstreckt. Der Ort umfasst ein Gebiet von 18 km² und hat 11.036 Einwohner (Stand: 2010). Durch Valle Vista führt der historische Juan Bautista de Anza National Historic Trail, der heute als Fairview Avenue befahren wird. Die Stadt Hemet plant nach eigenen Angaben, Valle Vista einzugemeinden.

### East Hemet
East Hemet liegt östlich von Hemet und hat 17.418 Einwohner (Stand: 2010). Das Ortsgebiet umfasst 14 km². Die Gemeinde ist von Hemet und Valle Vista umgeben.